# Georges Létang
Pour l’article homonyme, voir Létang.
Georges Nicolas Marie Létang, né à Meulan (aujourd'hui dans les Yvelines) le 2 mai 1788 et mort à Ath (Belgique) en 1864, est un officier de cavalerie et homme politique français,  Général de division, il est nommé sénateur du Second Empire le 31 décembre 1852. Il combattit durant les campagnes militaires du Premier empire, de la Restauration, de la Monarchie de Juillet  et du Second Empire.
Il est grand-croix de la Légion d'honneur.

## Biographie

### Vie privée
Georges Nicolas Marie Létang nait à Meulan le 2 mai 1788. il est le fils de Nicolas Étienne et de Catherine Crépin.
Il épouse à Ath le 23 février 1835 Hortense Adeline Hyacinthe Hannecart. Elle est la fille de Pierre François Hannecart, baptisé à Ath le 5 septembre 1758, maire d'Ath, membre du Conseil des Cinq-Cents.
Georges Létang meurt à Ath le 10 septembre 1864. Son épouse y décède le 27 avril 1880.

### Carrière militaire
Élève à l'École militaire le 9 février 1806, il est nommé sous-lieutenant au 10e régiment de chasseurs à cheval le 11 avril 1807. Il devint lieutenant le 7 mars 1810, capitaine au 21e chasseurs le 28 janvier 1813 puis il passa en qualité de lieutenant aux chasseurs de la Garde impériale le 27 février de la même année.
Nommé le 15 mars 1814, chef d'escadron au 7e dragons, il prit rang ce jour même, mais ne fut reconnu que le 23.
Il fut Lieutenant-colonel aux dragons de la Garonne le 14 décembre 1821 puis  colonel du 6e régiment de chasseurs à cheval le 29 octobre 1829; il a commandé le 2e chasseurs d'Afrique en 1832 et 1833. Maréchal de camp le 31 décembre 1831, il a été promu au grade de général de division le 20 octobre 1845.
Le général Létang commande la 17e division militaire depuis le 8 février 1849. Il est inspecteur général de cavalerie.
Il a fait la campagne de 1807 en Prusse et en Pologne ; celle de 1808 à 1813 en Espagne; celle de 1813 en Allemagne, de 1814 en France, de 1815 en Belgique, de 1823 en Espagne, de 1831 en Belgique, et celles de 1832, 1835, 1836 et 1837 en Algérie où il bat deux fois Abdelkader avant d'être blessé.
La promenade de Létang à Oran (aujourd'hui promenade Ibn Badis) était nommée d'après lui. Il l'avait faite aménager en 1836 lorsqu'il commandait la division d'Oran sur l'emplacement des glacis nord et ouest du Château neuf de la ville, conquise 5 ans plus tôt.  
Chevalier de la Légion d'honneur le 24 avril 1810, il en a été créé officier le 14 septembre 1813, et commandeur le 18 avril 1834.
Il est fait baron le 26 février 1825.